# Jean V de Saxe-Lauenbourg
Pour les articles homonymes, voir Jean V.
Jean V est un prince de la maison d'Ascanie né le 18 juillet 1439 et mort le 15 août 1507. Il règne sur le duché de Saxe-Lauenbourg de 1463 à sa mort.

## Biographie
Jean V est le fils aîné du duc Bernard II de Saxe-Lauenbourg et de son épouse Adélaïde de Poméranie. Il succède à son père à sa mort, en 1463.

## Mariage et descendance
Le 12 février 1464, Jean V épouse la princesse Dorothée de Brandebourg (1446-1519), fille de l'électeur Frédéric II de Brandebourg. Ils ont plusieurs enfants :
- Adélaïde (morte jeune) ;
- Sophie, épouse en 1491 le comte Antoine Ier de Holstein-Schauenbourg ;
- Magnus Ier (1470-1543), duc de Saxe-Lauenbourg ;
- Éric (1472-1522), prince-évêque de Hildesheim, puis de Münster ;
- Catherine, nonne ;
- Bernard (mort en 1524) ;
- Jean (1483-1547), prince-évêque de Hildesheim ;
- Rodolphe (mort en 1503) ;
- Élisabeth (morte vers 1542), épouse le duc Henri IV de Brunswick-Grubenhagen ;
- Henri (mort jeune) ;
- Frédéric (mort avant 1501) ;
- Anne (morte en 1504), épouse en 1490 le comte Jean de Lindau-Ruppin, puis vers 1503 le comte Frédéric de Spiegelberg.